# Beol
Beol è un EP dei Buc-ur pubblicato nel 2007.

## Tracce
1. Ogd nabaij
2. Plo
3. Ghipa
4. Bna beji